# San Francisco (pel·lícula)

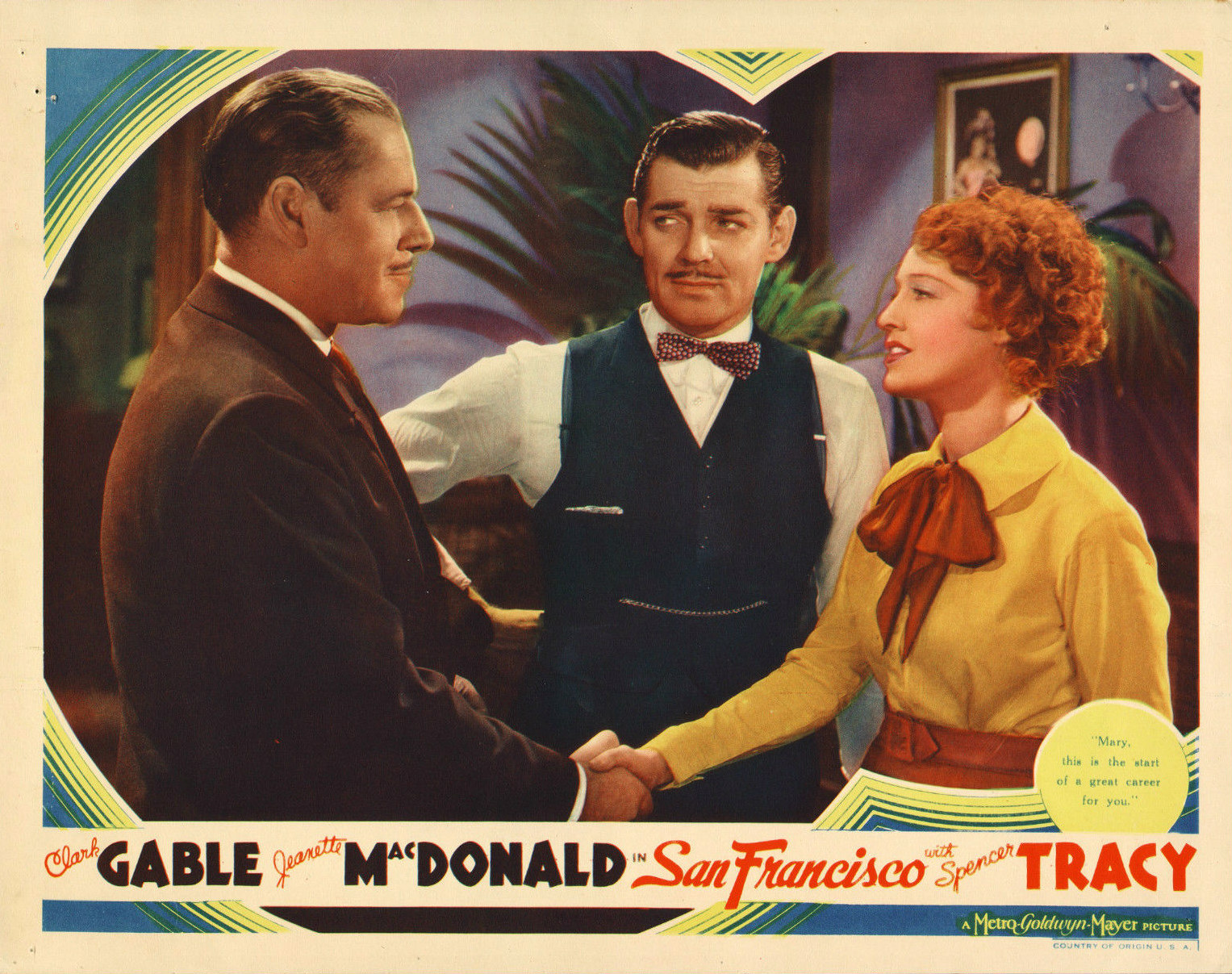
Jack Holt, Clark Gable i Jeanette MacDonald en una imatge publicitària de la pel·lícula

San Francisco és una pel·lícula musical i de catàstrofes dirigida per W.S. Van Dyke i protagonitzada per Clark Gable, Jeanette MacDonald i Spencer Tracy. Estrenada 26 de juny de 1936, les cançons interpretades per MacDonald contribuïren a que la pel·lícula acabés essent un dels grans èxits d’aquell any. Fou nominada en sis categories en els Premis Oscar de 1936 aconseguint l'Oscar al millor so.

## Argument
A San Francisco, l’any nou de 1906 es produeix un incendi al llarg de la costa que fa que i Blackie Norton, propietari del Paradise Cafe, interrompi la celebració per ajudar a apagar-lo. Blackie torna al Paradise i coneix Mary Blake, una cantant en atur filla d'un predicador. Tot i que l'única experiència de Mary ha estat cantar en el cor de l'església, Blackie se sent atret per ella i li ofereix un contracte de dos anys. Allà ella esdevé ràpidament l’actuació més popular per la seva interpretació de la cançó “San Francisco”. Poc després, un grup de ciutadans, enfadat per les conseqüències de l'incendi, insten a Blackie a presentar-se com a supervisor amb un programa de reforma de les ordenances antiincendis. Blackie, animat pel seu amic de la infància, el pare Tim Mullin, accepta el repte.
La candidatura de Blackie fa que Jack Burley, un patrici de Nob Hill propietari d'habitatges a la costa de Barbary, visiti Blackie i li aconselli que no es presenti al càrrec. Burley, que també és propietari de l'Òpera Tívoli, està acompanyat pel gerent del Tívoli, el senyor Baldini, que escolta Mary cantar i li ofereix una audició. Tot i que Mary aspira a ser cantant d'òpera, Blackie no la vol alliberar del seu contracte. Una nit, entre espectacles, Blackie envia Mary a l'església de Tim per cantar en la inauguració del seu nou orgue. Tim explica a Mary que són amics amb Blackie des de l'infantesa i li expressa l'esperança que algun dia Blackie actuarà per fer el bé als altres. Aviat Burley s'ofereix a comprar el contracte de Mary, i Blackie deixa a Mary que esculli. Quan, per lleialtat, Mary decideix quedar-se amb ell Blackie li respon que està boig per ella. Aleshores decideix organitzar una festa per celebrar la seva nova relació, però ella aviat s'adona que és només una conquesta més per a ell i l’abandona per anar a treballar al Tívoli.
Temps després, la nit d'estrena de l’espectacle de Mary al Tivoli, Burley se li declara però ella el rebutja. Mentrestant, Blackie entra al teatre de l'òpera acompanyat d'un oficial que Blackie ha portat per fer complir el contracte de Mary. Durant l'òpera, però, Blackie està tan emocionat pel cant de Mary que impedeix físicament que l’oficial aturi l'actuació. Després del final, Blackie visita Mary al camerino i ella se li declara. Ell accepta si retorna al Paradise. Passats uns dies, Mary es prepara per pujar a l'escenari del Paradís amb un vestit nou quan el pare Tim la visita i la vol convèncer que Blackie l’està explotant. Tim es nega a permetre que Mary pugi a l'escenari i Blackie el colpeja, després de la qual cosa Mary el deixa i se'n va amb Tim. Mary finalment accepta la proposta de Burley, després d'haver estat convençuda per la seva mare que Blackie no és bo per a ella, però Burley, no satisfet d'haver-la guanyat, disposa que la llicència de begudes alcohòliques del Paradise sigui revocada i els intèrprets de Blackie empresonats. La redada es produeix la nit del "Chickens Ball", una competició d'entreteniment que Blackie guanya cada any. Amb els seus animadors empresonats, Blackie no té cap esperança d'aconseguir els diners del premi que necessita per finançar la seva campanya. Aleshores, Blackie rep un altre cop quan el seu amic Mat revela que el grup de ciutadans està retirant el seu suport perquè la seva campanya s'ha tornat "massa personal". Quan Mary i Burley van al "Chickens Ball", Della Bailey, una vella amiga de Blackie, denuncia que Bailey ha fet tancar el Paradise. En sentir-ho, Mary anuncia que representarà el Paradise i interpreta "San Francisco" que agrada molt al públic. Della demana a Blackie que presenciï l'actuació però just quan Mary és proclamada guanyadora, Blackie enfadat puja a l'escenari i es nega a prendre el premi quan intenta donar-li-lo.
Humiliada, Mary es prepara per marxar amb Burley quan el terra tremola i l'edifici comença a enfonsar-se. Mary i Blackie es criden però estan separats en el caos. En pocs moments, els edificis cauen i els carrers s'obren destruint completament San Francisco. Quan el tremolor s'atura, Blackie surt de les runes i busca Mary. Després de trobar el cadàver de Burley, Blackie va a la mansió Burley, on la senyora Burley, que està sent evacuada perquè la seva casa pugui ser dinamitada per frenar la marea d'incendis que ara travessa la ciutat, li diu que tots dos necessiten l'ajuda de Déu. Vagant per la desolació de la ciutat, Blackie es troba amb Tim que està ajudant els ferits. En veure el penediment de Blackie, Tim se l'emporta a un camp de refugiats on Mary dirigeix els desposseïts en un himne. Quan Blackie s'agenolla per donar gràcies a Déu per haver trobat la Mary, ella el veu i se'n va al seu costat. En aquell moment s’anuncia que els focs s'han apagat i Blackie i Mary després s'uneixen a altres que tornen a la ciutat cantant "The Battle Hymn of the Republic".

## Repartiment
- Clark Gable (Blackie Norton)
- Jeanette MacDonald (Mary Blake)
- Spencer Tracy (pare Tim Mullin)
- Jack Holt (Jack Burley)
- Jessie Ralph (Mrs. Burley)
- Ted Healy (Mat)
- Shirley Ross (Trixie)
- Margaret Irving (Della Bailey)
- Harold Huber (Babe)
- Edgar Kennedy (Sheriff)
- Al Shean (el professor)
- William Ricciardi (Signor Baldini)
- Kenneth Harlan (Chick)
- Roger Imhof (Alaska)
- Charles Judels (Tony)
- Russell Simpson (Red Kelly)
- Bert Roach (Freddie Duane)
- Warren B. Hymer (Hazeltine)
- Frank Mayo (venedor)
- Jerry Tucker (noi del cor)
- Frank Sheridan (membre del club)

## Producció
Herman J. Mankiewicz presentà un primer guió de la història original de Robert Hopton que quasi no fou tingut en compte i tres mesos més tard Anita Loos en presentà un altre amb el que es treballà definitivament. D.W. Griffith contribuí en la filmació d'algunes escenes i Erich von Stroheim en el guió. La pel·lícula tingué un cost aproximat de 1.300.000 dòlars i aconseguí uns guanys de 5.273.000 dòlars, essent en aquell moment la pel·lícula amb la que la MGM aconseguí més guanys fins a l'estrena de "Allò que el vent s'endugué" (1939).

## Premis i nominacions
| Categoria                  | Nominats                              | Resultat  |
| -------------------------- | ------------------------------------- | --------- |
| Millor Pel·lícula          | MGM (John Emerson i Bernard H. Hyman) | Nominat   |
| Millor director            | W. S. Van Dyke                        | Nominat   |
| Millor actor               | Spencer Tracy                         | Nominat   |
| Millor història            | Robert Hopkins                        | Nominat   |
| Millor ajudant de direcció | Joseph M. Newman                      | Nominat   |
| Millor so                  | Douglas Shearer                       | Guanyador |